# Шоссе 666 (фильм)
«Шоссе 666» (англ. Route 666) — кинофильм режиссёра Уильяма Уэсли. Мировая премьера кинокартины состоялась 30 октября 2001 года.

## Сюжет
В 1967 году группа заключённых, которых направили на работы на трассу 66, находящуюся в пустыне Мохаве, пыталась совершить побег от полицейских-надзирателей. Но план провалился, и все четверо заключённых (включая единственного, не принимавшего участия в попытке побега, Ла Рока) были похоронены в асфальте той самой трассы 666. Погребённые под катком, их тела упокоились, но души начали охоту за неосторожными путниками, которые осмелились потревожить покой Богом забытой трассы.
Федеральные агенты Джек Ла Рока и Стеф выследили Фреда Смита. Агенты должны доставить Фреда в суд Лос-Анджелеса для дачи показаний против его бывшего босса — мафиози Бенни Буффалино («Бензопила»). Отбившись от наёмных убийц, которые тоже охотились за Фредом, федеральные агенты направляются в Лос-Анджелес. Самый короткий путь от Аризоны до Калифорнии была трасса 66. На трассе 66 был закрытый участок дороги, который местные жители прозвали — шоссе 666, после того, как на ней в 1967 году произошёл несчастный случай, повлёкший за собой смерть тюремной дорожной бригады. Группа доезжает до закрытого участка дороги. Старший группы Джек Ла Рока игнорирует опасения и принимает решение двигаться дальше. Джек родился в этих местах, и где-то здесь похоронен его отец, которого он совсем не помнил.
Продолжая движение, Джек видит кладбище, и группа делает остановку. На кладбище он находит четыре надгробных креста с одинаковой датой смерти (1967): Майлз Хэкмен, Фрэнк Слейтер, Стивен Пиковски и Джон Ла Рока (отец Джека). Здесь покоились знаменитые преступники 1960-х гг., трое из которых были убийцами, а четвёртый — Джон Ла Рока, был грабителем банков. И он был единственным из них, у которого была семья. На дороге группа подвергается нападению четырёх мертвецов с рабочими инструментами, в результате чего погибают двое федеральных агентов — Джо и Ник, приводя в ужас остальных. Джек Ла Рока запрашивает через местного шерифа помощь для группы, но тот игнорирует.
Шериф со своими двумя сыновьями-помощниками решает разобраться с непрошеными гостями, которые посмели въехать на закрытый участок дороги. Между «полицейскими» и федеральными агентами завязывается противостояние, в котором погибают агенты — Мэри и ПиТи. Местный шериф в 1967 году служил в тюремной охране и руководил расстрелом четверых заключенных, совершавших побег (включая Ла Рока), тела которых были погребены катком под асфальтом, а на кладбище были установлены четыре каменных креста. С тех пор мёртвые начали убивать всех, кто ступал на дорогу. Мертвецы нападают на Джека, но ему на помощь приходит его отец, который убивает своих сообщников. После чего он сходит с дороги на обочину, и его душа находит покой, снимая проклятие с дороги. Когда смертельно раненый шериф увидел перед собой приближающийся каток, как предвестник смерти, проклятие с дороги было окончательно снято.

## В ролях
- Лу Даймонд Филлипс — Джек Ла Рока, федеральный агент
- Лори Петти — Стеф, федеральный агент
- Стивен Уильямс — Рэббит / Фред Смит, свидетель
- Дэйл Мидкифф — Пи Ти, федеральный агент
- Алекс МакАртур[англ.] — Ник, федеральный агент
- Мерседес Колон — Мэри, федеральный агент
- Роб Рой Фицджералд — Джо, федеральный агент
- Л. К. Джонс — шериф Боб Конвэй
- Адам Вернье — Гил, помощник шерифа
- Честер Э. Трипп — Тим, помощник шерифа
- Дик Миллер — бармен
- Гари Фармер — шаман
- Энн Локхарт — радиодиспетчер
- Рино Майклс — Джон Ла Рока, отец Джека, мертвец с цепью
- Гари Робертс — Стивен Пиковски, мертвец с киркой
- Пи Ви Пьемонте — Майлз Хэкмен, мертвец с отбойным молотком
- Майкл Чэнс — Фрэнк Слейтер, мертвец с кувалдой
- Свен-Оле Торсен — русский киллер
- Майкл Р. Лонг — наёмный убийца
- Джон Кейд — наёмный убийца
- Чак Хигс[англ.] — тюремный охранник
- Стивен Р. Хадис[англ.] — тюремный охранник
- Ник Плантико — водитель джипа (нет в титрах)

## Съёмочная группа
- Режиссёр: Уильям Уэсли
- Продюсеры: Дайан Кэрролл, Теренс М. О’Кифи, Уильям Уэсли, Кэми Виникофф
- Сценаристы: Скотт Файвелсон, Томас Вебер, Уильям Уэсли
- Оператор: Филип Ли
- Композитор: Терри Плумери[англ.]